# Libération d'Arnhem
 (février 2014).
Seconde Guerre mondiale
Batailles
Front d'Europe de l'Ouest
- Campagnes du Danemark et de Norvège
- Bataille de France
- Bataille de Belgique
- Bataille des Pays-Bas
- Bataille d'Angleterre
- Blitz
- Opération Myrmidon
- Opération Ambassador
- Raid de Dieppe
- Sabordage de la flotte française à Toulon
- Bataille aérienne de Berlin
- Bataille de Normandie
- Débarquement de Provence
- Libération de la France
- Campagne de la ligne Siegfried
- Bataille du Benelux
- Poche de Breskens
- Bataille des Vosges (Bruyères)
- Bataille des Ardennes
- Bataille de Saint-Vith
- Siège de Bastogne
- Opération Bodenplatte
- Opération Nordwind
- Campagne de Lorraine
- Bataille d'Alsace (Forêt de la Hardt, Poche de Colmar Jebsheim)
- Campagne d'Allemagne
- Raid de Granville
- Libération d'Arnhem
- Bataille de Groningue
- Insurrection géorgienne du Texel
- Bataille de Slivice
- Capitulation allemande

Front d’Europe de l’Est

Campagnes d'Afrique, du Moyen-Orient et de Méditerranée

Bataille de l’Atlantique

Guerre du Pacifique

Guerre sino-japonaise

Théâtre américain
L'opération Anger fut une opération militaire menée par les Alliés dans le but de libérer définitivement la ville néerlandaise d'Arnhem, alors aux mains des Allemands. Conduite dans les dernières semaines de la guerre (sur le théâtre européen), elle se déroula du 12 au 16 avril 1945. Elle est également connue sous le nom de seconde bataille d'Arnhem ou de Libération d'Arnhem.
Les Alliés avaient déjà tenté de libérer Arnhem en septembre 1944, lors de l'opération Market Garden. Cependant, la résistance inattendue d'une armée allemande sous-estimée par le maréchal Montgomery (promoteur de cette opération aéroportée) avait déjoué les plans anglo-américains et repoussé les Britanniques et les Canadiens au sud de la ville. Les Pays-Bas septentrionaux restaient donc, au début de 1945, sous occupation allemande, d'autant plus qu'une contre-offensive allemande majeure mais désespérée, en décembre 1944, avait contribué à ralentir une fois de plus la progression des armées alliées au nord-ouest de l'Allemagne. L'échec de cette dernière action de la Wehrmacht et l'effondrement progressif mais de plus en plus rapide des défenses allemandes purent permettre aux unités britanniques et canadiennes, postées dans le Sud des Pays-Bas, de reprendre la conquête des grandes villes  néerlandaises encore occupées. Parmi elles, Arnhem constitue l'un des objectifs.
La 1re armée canadienne, appuyée par la 49e division d'infanterie britannique et la Royal Air Force, commença l'attaque le 12 avril. Après quelques jours de combat, les Anglo-canadiens se rendirent rapidement maîtres de la ville, en grande partie détruite. Presque trois semaines plus tard, le 5 mai 1945, les forces allemandes des Pays-Bas capitulèrent, trois jours avant que, le 8 mai 1945, l'Allemagne nazie, dans son ensemble, ne capitule sans condition.

## Contexte

### La première bataille d'Arnhem
La première tentative alliée de libérer Arnhem avait eu lieu en septembre 1944, lorsque le maréchal britannique Bernard Montgomery avait réussi à convaincre l'état-major américain de lancer une vaste opération aéroportée sur les Pays-Bas : l'opération Market Garden. Il s'agissait alors, pour les troupes anglo-américano-canadiennes, de prendre possession de ponts stratégiques, dont l'un se trouvait précisément à Arnhem, afin de contourner la ligne Siegfried défendant une partie de la frontière ouest du Troisième Reich. Bien que d'une grande ampleur (32 000 parachutistes alliés vont y prendre part), cette audacieuse offensive est néanmoins un échec pour les Alliés, qui, s'ils arrivent à prendre certains points importants du sud de la Hollande, ne peuvent franchir le Rhin au nord de la ligne Siegfried avant l'hiver. Montgomery avait en effet grandement sous-estimé les capacités de résistance de la Wehrmacht, pensant que l'armée allemande était déjà au bord de la décomposition. 
La 1re division aéroportée britannique n'avait pu garder le pont d'Arnhem plus de neuf jours, et, après d'intenses combats, une grande partie des paras avaient dû se rendre aux Allemands, qui s'étaient réinstallés dans la ville. Le même pont qu'avaient dû défendre les Britanniques, fut détruit en octobre 1944 par l'aviation alliée, afin d'empêcher les Allemands de l'utiliser. Pendant l'hiver, la ville même d'Arnhem fut activement bombardée par les Alliés, tandis que les civils néerlandais subirent le mécontentement de l'occupant nazi qui se vengea d'actions de Résistance supposées ou réelles: ainsi, les SS bloquèrent l'arrivée de nourriture dans les grands centres urbains, provoquant des milliers de morts parmi les Hollandais. Ceux-ci nomment cette période particulièrement difficile Hongerwinter (soit hiver de famine).

### Préparation de l'opération
Après l'échec de l'offensive allemande dans les Ardennes belges, la Wehrmacht doit se replier sur les frontières naturelles du Reich, et, à bout de souffle, d'hommes et de matériels, ne peut plus arrêter l'avancée alliée. Les Anglo-américains mettent en place deux grandes offensives d'envergure, les opérations Veritable et Grenade, qui permettent de prendre en tenaille de nombreuses troupes allemandes entre le Rhin et la Roer en février-mars 1945. Une fois la rive occidentale néerlandaise du Rhin nettoyée de toute présence importante allemande, les Alliés peuvent franchir le Rhin en mars 1945, lors des opérations Plunder et Varsity. Pendant que les défenses frontalières allemandes sont enfoncées, la Ire armée canadienne du général Harry Crerar décide d'achever la conquête du reste des Pays-Bas encore occupés, afin de s'élancer dans le nord de l'Allemagne. Arnhem, dans ce cadre, est l'un des objectifs.
Après la réussite de l'opération Plunder, le IIe corps d'armée canadien, sous les ordres du lieutenant-général Guy Simonds, avance vers l'ouest et prend la ville d'Emmerich, s'approchant toujours plus de la rivière IJssel par l'est. Crerar voit en cette manœuvre une occasion de reprendre Arnhem et d'ouvrir ainsi une route entre la ville et Zutphen au nord. Il ordonne donc aux deux commandants de Corps de coordonner leur avancée. Cependant, il se montre également prudent dans la conduite des opérations à tenir, ne sachant s'il faut libérer Arnhem avant l'établissement, sur le IJssel plus au nord, d'une tête de pont. 
En mars 1945, la 49e division britannique (surnommée « The Polar Bears »), qui était sur l'île de Nimègue depuis le mois de novembre, est placée sous le commandement du Ier Corps Canadien. Le 2 avril, la division, appuyée par des unités canadiennes, déclenche l'opération Destroyer afin de nettoyer l'île. Le 3 avril, des éléments du Ier Corps franchissent le Nederrijn (Rhin inférieur), à l'est de l'IJssel, et font leur jonction avec des unités du IIe Corps dans la ville de Westervoort, en face d'Arnhem. Le reste de l'île est sécurisée les jours suivants, et les Alliés occupent la côte sud du Nederrijn en préparation de l'assaut sur Arnhem.
Le plan original de l'Opération Anger (conçu en février) supposait la traversée immédiate du Nederrijn près d'Oosterbeek dès que la rivière serait atteinte, si la situation le permettait (Opération Quick Anger). Alternativement, si les défenses allemandes se montraient trop fortes, il était prévu une autre traversée mieux préparée en aval, à Renkum (Opération Anger). Cependant, Crerar avait jugé que ces opérations ne pourraient se réaliser pour prendre Arnhem avant que le IIe Corps n'ait traversé l'IJssel et avancé sur Apeldoorn. L'opération Anger ne pouvait donc encore débuter fin mars-début avril. Des patrouilles de reconnaissance les 3 et 4 avril déterminent en outre que les positions et postes d'observation allemands au niveau des hauteurs de Westerbouwing pourraient rendre la traversée du Nederrijn dangereux. Des tentatives de provoquer un écran de fumée épais obscurcissant la rive sud du Nederrijn afin de détourner l'attention des Allemands puis de les aveugler ont lieu, les Anglo-canadiens reprenant là une tactique qui avait fait ses preuves avec succès lors de l'Opération Plunder. L'écran s'étire depuis la ville de Randwijk, 16 km à l'ouest d'Arnhem, le long de la rive sud de la rivière jusqu'à Huissen, au sud d'Arnhem. Mais de forts vents et l'absence de générateurs appropriés réduisent son efficacité. De plus, le sol de l'île en est détérioré. Finalement, le 7 avril, après avoir étudié plusieurs autres solutions, Foulkes décide de mener l'attaque contre Arnhem depuis l'est et l'IJssel.

## Forces en présence

### Chez les Alliés
L'attaque sur Arnhem devait procéder en trois phases. L'assaut initial devait être effectué par la 56e Brigade d'infanterie britannique qui avait pour mission de traverser l'IJssel la nuit, à bord de Buffalo IV de l'Ontario Regiment, avant de nettoyer les quartiers est et sud de la ville. La phase 2 devait voir intervenir la 146e Brigade d'infanterie britannique: elle avait pour objectif d'attaquer les hauteurs nord d'Arnhem. Lors de la phase 3, la 147e Brigade d'infanterie britannique devait avancer au travers les positions de la 56e Brigade et sécuriser les hauteurs et la rive nord du Nederrijn, à l'ouest de la ville. Après la sécurité des hauteurs environnantes d'Arnhem assurée, la 5e division blindée canadienne devait alors investir l'ensemble de la ville et le Ier Corps progresser à l'ouest. Une grande partie de la 1re division d'infanterie canadienne et de la 5e Division blindée canadienne fut utilisée en appui, et un groupement composite connue sous le nom de « Murphyforce » fit diversion au sud du Nederrijn.

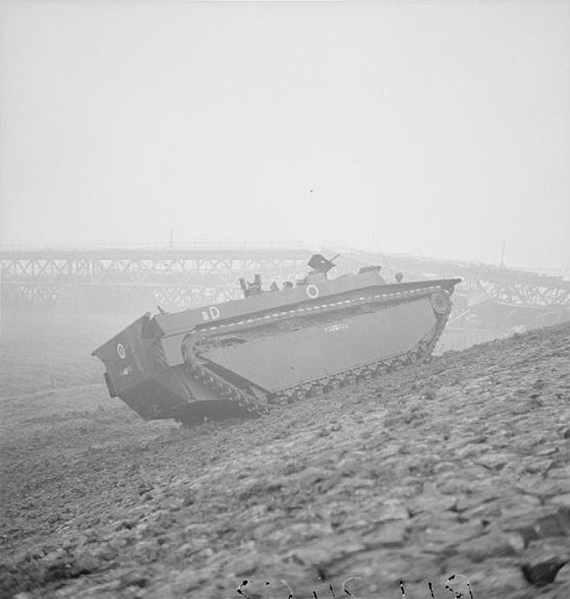
Un Buffalo traverse l'IJssel le 13 avril. Notons le pont de chemin de fer détruit en arrière-plan.

L'ordre de bataille allié est le suivant :
49e division d'infanterie britannique dite « The Polar Bears » sous les ordres du Major-général Stuart Rawlins
- 56e brigade d'infanterie britannique, commandée par le général de brigade R.H. Senior
  - 2e Bataillon, « The Essex Regiment »
  - 2e Bataillon, « The Gloucestershire Regiment »
  - 2e Bataillon, « The South Wales Borderers »

- 146e brigade d'infanterie britannique, commandée par le général de brigade D.S. Gordon
  - 4e Bataillon, « The Lincolnshire Regiment »
  - 1/4e Bataillon, « Kings Own Yorkshire Light Infantry »
  - « The Hallamshire Battalion », « The York and Lancaster Regiment »

- 147e brigade d'infanterie britannique, commandée par le général de brigade H. Wood
  - 1er Bataillon, « The Leicestershire Regiment »
  - 1/7e Bataillon, « Duke of Wellington's Regiment »
  - 11e Bataillon, Fusiliers royaux écossais

On compte également:
 Des unités de la 5e division blindée canadienne

### Chez les Allemands
Les forces allemandes présentes aux Pays-Bas (sous les ordres du Generaloberst Johannes Blaskowitz) avait été récemment redésignée sous l'appellation de « Forteresse de Hollande » (en allemand : Festung Holland), bien que ce changement de nom ait eu peu d'effets pour les unités sur le terrain. Les revers et la déroute de la Wehrmacht durant les derniers mois, la formation de Kampfgruppe (groupes de combat) et l'effondrement pure et simple du bras armé de l'Allemagne nazie rendaient difficile pour les services spéciaux alliés de déterminer avec précision les forces allemandes au nord du Rhin. Approximativement, 10 000 hommes de troupe du 30e Corps allemand devaient se trouver dans les quartiers d'Arnhem–Apeldoorn, sous le commandement du Général Philipp Kleffel. Il devait y avoir plus précisément 1 000 hommes de la 346e division d'infanterie allemande, des éléments du 858e régiment de grenadiers et d'autres unités diverses occupant Arnhem, incluant une division d'apprentis, des paras et des SS hollandais. Après l'opération Market Garden, Arnhem avait été transformée en solide position défensive par l'occupant, travail facilité par les défenses naturelles de la zone, à savoir les rivières alentour et les hauteurs entourant la ville. En outre, le jour du commencement de l'opération Anger, Heinrich Himmler publia un décret ordonnant que toute ville allemande ou encore occupée devait être défendue à tout prix, jusqu'au dernier homme.

## Bataille

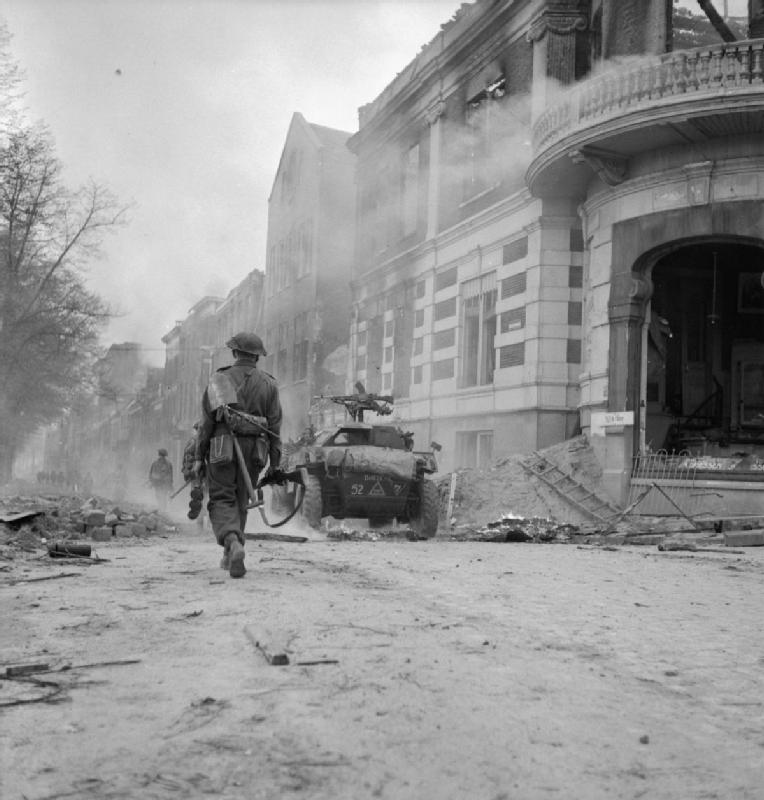
Troupes d'infanterie et Humber Scout Car progressant dans Arnhem, 14 avril.

Le 11 avril, le IIe Corps déclenche l'opération Cannonshot – la traversée de l'IJssel au nord, à Deventer – avant de se rabattre vers  Apeldoorn, à l'ouest. Au matin du 12 avril, Foulkes est informé que l'opération se déroule bien, après quoi il ordonne à la 49e division de commencer l'attaque en soirée. La journée entière est consacrée à bombarder les positions ennemies d'Arnhem à l'aide de tirs d'artillerie et d'attaques au sol aériennes. 36 sorties de Spitfire et 83 de Typhoon munis de roquettes RP-3 sont effectuées afin d'affaiblir les lignes de défense allemandes. Quant à l'attaque terrestre, elle est précédée d'un des plus intenses barrages d'artillerie sans doute encore jamais fournis par le Ier Corps canadien. À titre d'exemple, l'une des batteries de campagne (de huit canons) tira 640 fois en dix minutes (soit une moyenne de huit tirs par canon par minute), et le « Pioneer Corps » utilisa 30 000 obus fumigènes au cours de la bataille. Des tirs de diversion depuis le sud du Nederrijn provoquèrent une puissante réplique allemande, suggérant que ces derniers devaient penser que l'attaque alliée viendrait du sud, et non de l'est.

### Première phase
L'assaut initial ne s'effectua pas complètement conformément au plan. La traversée devait commencer à 22h40 mais dut être retardée du fait de l'arrivée tardive de plusieurs bateaux d'assaut. En outre, des charges explosives avaient été placées sur la rive est de la rivière, étant censées ouvrir un chemin au travers de champs de mines, mais, là encore, plusieurs erreurs firent qu'elles n'eurent pas l'effet escompté. La compagnie « The Gloucestershire Regiment » (2e Bataillon) s'aperçut ensuite que certains Buffalos se trouvaient techniquement inutilisables. De ce fait, les compagnies du 2e Bataillon furent forcées de réaliser la traversée séparément et non en un seul assaut, comme il avait été prévu. Malgré ces inconvénients et ces retards, les soldats commencèrent la traversée de façon séparée, leur chemin étant illuminé par un clair de lune, et la lumière des tirs des Bofors traçant une ligne colorée dans la direction de l'attaque. Sous couvert d'un barrage d'artillerie, les premières compagnies touchèrent la rive ouest de l'IJssel à 23h15. Après un léger retard par rapport au plan, elles sécurisèrent la zone au prix de 32 victimes, et, à 00h50, les « Royal Canadian Engineers » commencèrent à faire traverser les composants d'une passerelle artificielle, afin de maintenir une tête de pont. La compagnie « The South Wales Borderers » traversa au même moment la rivière sous un feu intense, et, une fois la rive atteinte, avança rapidement dans la ville. Cependant, devant la résistance ennemie, son avancée se mit à ralentir au bout d'un certain temps, et le 1/7e Bataillon, « Duke of Wellington's Regiment », devant initialement traverser lors de la troisième phase, fut tout de suite envoyé afin de soutenir les compagnies déjà engagées. À 7h00, « The Essex Regiment » franchit à son tour le cours d'eau, et, à 8h45, les tanks de l'Ontario Regiment purent être acheminés vers la rive ennemie désormais nettoyée et sécurisée.

### Seconde phase
Les « Royal Canadian Engineers » continuèrent, pendant la nuit, à assembler le pont artificiel (nommé « Bailey »), et, 12 heures après le commencement de l'opération, l'Ijssel se trouvait au centre d'un trafic dense de matériel, de tanks et de soldats. Bientôt, les unités de la 146e brigade d'infanterie et les blindés de l'Ontario Regiment purent rejoindre les positions de la 56e brigade. Les Alliés, en outre, n'eurent pas à lutter contre une résistance allemande trop forte dans la matinée, bien que les « South Wales Borderers » eurent à repousser une contre-attaque près d'une jonction de chemins de fer. En fin de matinée, les Britanniques progressèrent en direction d'un important complexe industriel Enka BV, dans la zone est de la ville. Les Allemands s'y étaient installés le matin depuis Oosterbeek, ce qui leur avait permis de se protéger des bombardements précédents. Le « Lincolnshire Regiment » (4e bataillon) fut chargé de nettoyer et sécuriser le complexe, tandis que les Allemands – se trouvant relativement dispos – étaient à ce moment en mesure d'opposer une réelle résistance. Avec l'appui des blindés de l'Ontario Regiment et de la 79e division, les Britanniques submergèrent finalement leurs ennemis lors de combats qui durèrent une grande partie de la journée. Dans la soirée du 13 avril, les défenses allemandes autour de la ville étaient, pour la plupart, enfoncées, et la 147e Brigade se prépara à entrer dans Arnhem.

### Troisième phase

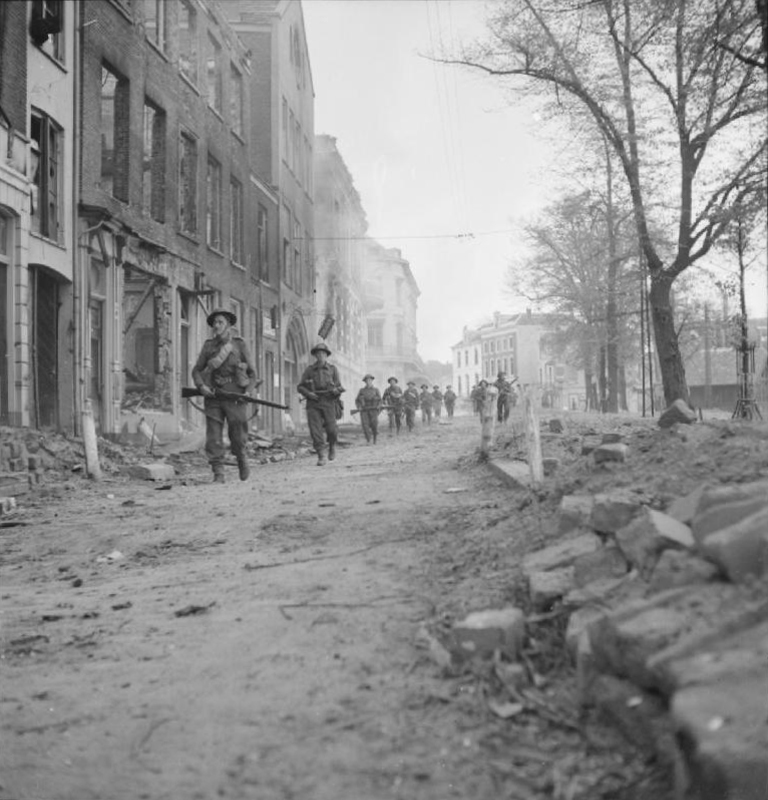
Troupes alliées en patrouille dans la ville, 14 avril.

La 147e Brigade traversa le Nederrijn pendant la nuit et, la matinée du 14 avril, fut prête à rejoindre les positions de la 56e Brigade. À ce moment, les Allemands n'étaient plus en mesure d'opposer une farouche résistance à l'avancée alliée, mais les bataillons de la 147e, à mesure de leur progression, se heurtèrent à un nombre important de mines et purent constater l'état de destruction dans lequel se trouvaient les environs. Dans le courant de la journée, des soldats hollandais de la 34e division SS de grenadiers volontaires Landstorm Nederland contre-attaquèrent à l'aide de blindés les positions du « Duke of Wellington's Regiment ». Les Hollandais furent finalement repoussés à l'issue de violents combats qui virent leur soutien blindé anéanti, après avoir ralenti quelque peu l'avancée britannique. Vers la fin de la journée, les unités alliées avaient atteint tous leurs objectifs et la majeure partie d'Arnhem était sécurisée. Pendant la nuit, la 5e division blindée commença un déplacement vers les hauteurs au nord de la ville, où elle entra en contact avec des éléments des SAS qui opéraient derrière les lignes ennemies depuis le début du mois. Le 15 avril, le « Duke of Wellingtons's Regiment » occupa le zoo de la ville. Les soldats, y découvrant un ours polaire vivant, voulurent l'offrir à leur général de brigade, qui déclina l'offre. Le lendemain, les derniers Allemands se rendirent : l'opération Anger fut une réussite.

## Conséquences

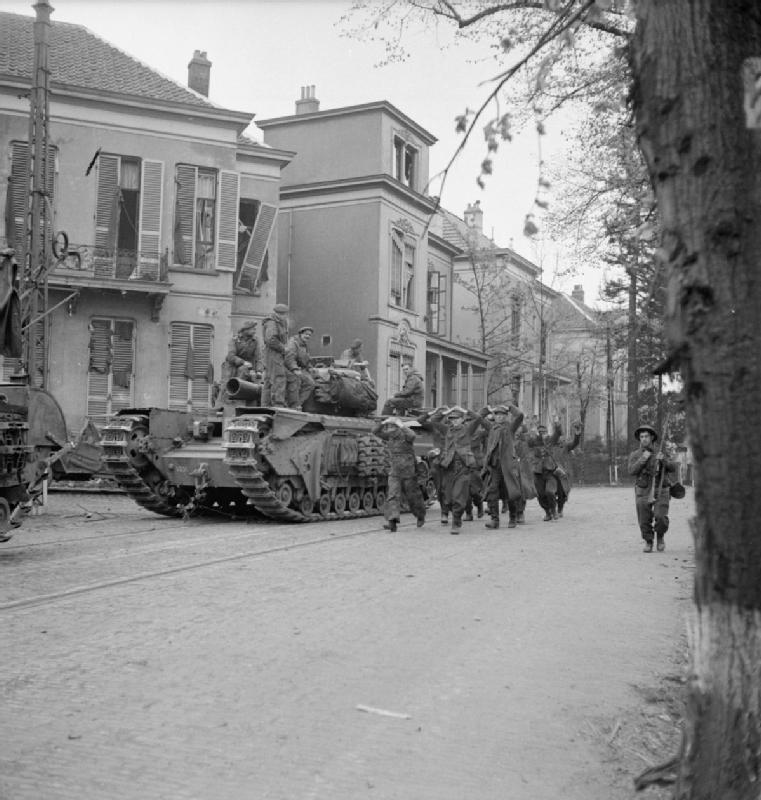
Prisonniers de guerre allemands passant près d'un blindé Churchill AVRE, alors que les combats pour Arnhem touchent à leur fin.

Les Alliés libérèrent une ville en ruines. Après les combats de l'année précédente et les bombardements aériens et terrestres, les maisons n'étaient guère plus que des bâtiments à demi démolis (voire entièrement) et vides – dépourvus de meubles ou même de portes. Matthew Halton, correspondant à la Société Radio-Canada, décrivit Arnhem comme "une coquille déserte et brûlante", et le journal de guerre de la 49e division nota que "jamais une ville n'avait été aussi délibérément détruite". Preuve que la première bataille d'Arnhem était encore dans tous les esprits, la libération fut comparée à une "entrée dans une ancienne tombe".
L'avancée alliée continua immédiatement après la reprise de la ville. La 5e division blindée canadienne avait commencé à se déplacer dans Arnhem en direction des hauteurs au nord de la cité dans la nuit du 14 au 15 avril. Du fait d'une modification du plan originel, cette même division reçut une nouvelle mission connue sous le nom d'opération Cleanser et avança vers le nord pour sécuriser les différentes villes se situant entre Arnhem et l'IJsselmeer. D'importantes troupes allemandes contre-attaquèrent la 5e division  dans la nuit du 16 à Otterlo. En vain, car, après de lourdes pertes, elles durent se replier devant les Anglo-canadiens. Le 17 avril, la 49e division attaqua la ville d'Ede, occupée par des SS hollandais, et la libérèrent en une journée. Le 27 avril, une trêve temporaire fut décrétée par les deux camps, afin de permettre la distribution de nourriture à la population civile hollandaise affamés (victime de la famine aux Pays-Bas en 1944) dans les zones sous contrôle allemand (Opération Manna). Le 5 mai, le Generaloberst Blaskowitz accepta finalement la reddition inconditionnelle de toutes les forces allemandes des Pays-Bas. 3 jours plus tard, le 8 mai, Wilhelm Keitel signe l'acte de capitulation officielle du Troisième Reich. 
Les Britanniques enregistrèrent 62 tués et 134 blessés lors de cette seconde bataille d'Arnhem, bien que l'on ne sache précisément si ce bilan inclut également le nombre des pertes canadiennes. Les chiffres allemands, quant à eux, sont imprécis concernant le nombre de prisonniers de guerre, certaines sources faisant état d'un total de 601 hommes étant tombés aux mains des Alliés, d'autres affichant un bilan plus important de 1600 capturés. Les pertes allemandes (tués et blessés) sont inconnues, même si l'on estime qu'elles auraient pu dépasser les 3 000 hommes. La plupart des Alliés tombés lors de cette bataille furent enterrés après la guerre au Cimetière militaire d'Arnhem Oosterbeek, tandis que les dépouilles allemandes, qui avaient été déposées dans des cimetières localisées ou dans des tombes improvisées, furent finalement ré-enterrées à Ysselsteyn, auprès de la majorité du reste des Allemands tués aux Pays-Bas. Les unités impliquées dans la libération d'Arnhem se sont vues plus tard décernées l'honneur de bataille Arnhem 1945. En 1999, la « Princess Louise Fusiliers », compagnie d'infanterie canadienne, fut également élevée à cette dignité, après que son capitaine, Sanchez King, ait été capable de prouver les droits du régiment à un tel honneur.